# Zaommomyiella abnormis
Zaommomyiella abnormis är en stekelart som beskrevs av Girault 1913. Zaommomyiella abnormis ingår i släktet Zaommomyiella och familjen finglanssteklar. Inga underarter finns listade i Catalogue of Life.